# 山口進也
山口 進也（やまぐち しんや）は、日本の眼鏡デザイナーである。

## 経歴
徳島市出身。デザイン専門学校を卒業後、眼鏡産地の福井県鯖江市にある製造メーカーにて有名各社のブランドを企画デザインする。
鯖江市のプロデザイナー再養成プロジェクト SSID にてプロダクトデザイナー川崎和男の師事を受ける。
2001年退社後25歳で単身イタリアに渡る。言葉の壁、文化の違いに翻弄されながらもイタリア人 ビジネスパートナーエンリコ・ラモートの協力のもと徐々に自身のデザインしたブランド”FascinoRibelle”(ファッシノ・リベッレ)が認められ始める。 言葉の由来は「魅力ある抵抗」。 日本人気質な機能美を求めながらもヨーロッパテイストな遊び心を忘れないファッシノ・リベッレは日本国内でもファンが増え始める。
現在は地元徳島を拠点に、日本全国とヨーロッパを行き来しグローバルに活動しながら ジャンルの違う仲間たちと様々なイベントも企画し開催している。
セカンドラインにRAMOT EYEWORKS(ラモート・アイワークス)がある。